# Cristoforo di Mitilene
Cristoforo di Mitilene (in greco Χριστοφόρος Μιτυληναῖος?, Christophoros Mitylenaios; fl. XI secolo) è stato un poeta bizantino della prima metà dell'XI secolo.
Scrisse vari poemi di argomento vario e quattro calendari.

## Biografia
Come Cristoforo stesso afferma in uno dei suoi calendari, nacque a Costantinopoli, e visse nella vicina Sphorakiou. Secondo la tradizione manoscritta era un importante ufficiale, che deteneva cariche come quella di patrizio, protospatharios, e kritès (giudice) dei Themata di Armeniakon e Paflagonia.
Gli eventi descritti nei suoi poemi ci fanno supporre che iniziò a scrivere sotto il regno di Romano III Argiro (1028-1034), ma la maggior parte dei suoi poemi sono stati datati al regno di Costantino IX Monomaco (1042-1055), un imperatore che aveva promosso la cultura e la letteratura.

## Opere
Vari versi (στίχοι διάφοροι) è il titolo dato all'unico manoscritto non perduto; è una raccolta di 145 poesie, di genere e argomento vario. La raccolta sembra avere un ordine cronologico, ed è in alcuni punti gravemente danneggiata.
Il metro della maggior parte delle sue poesie è il dodecasillabo bizantino, ma per alcune poesie Cristoforo usa l'esametro dattilico. Queste poesie sono scritte in un'altamente artificiale lingua omerica. Usa qualche volta anche il distico elegiaco e l'anacreontico.
Il contenuto di queste poesie è molto eterogeneo. La maggior parte di quelle notevoli sono satiriche. In queste poesie Cristoforo si prende gioco di perdenti guidatori di bighe, di mariti traditi, monaci ipocriti, pseudo-intellettuali, ecc. Altre poesie sono contro i topi che divorano i suoi libri, e un gufo che gli impedisce di dormire.
Molte poesie sono epigrammi con contenuto religioso, che trattano di figure bibliche o festività religiose. Alcune delle poesie più lunghe sono orazioni funerarie per sua madre e sua sorella, o trattano di eventi storici, come la morte di Romano III, o una rissa popolare. La poesia più lunga è un encomio sul ragno.
Completano la raccolta epitaffi, indovinelli, epigrammi dedicati. 
Cristoforo compose anche quattro calendari in quattro differenti metri (esametro, dodecasillabi, stichera, e canoni), commemorando tutti i santi e le festività dell'anno liturgico ortodosso.
Le poesie di Cristoforo sono caratterizzate da un tono arguto, che raramente si trova nelle poesie bizantine. Il mix di elementi Cristiani e classici e l'elitarismo intellettuale sono elementi che lo distinguono da altri celebri poeti del suo tempo, come Giovanni Mauropo e Michele Psello.